# Liga dos Campeões da CAF de 1973
A Copa Africana dos Campeões Clubes 1973 foi a 9ª edição da competição anual de clubes internacionais de futebol realizada na região da CAF (África). O AS Vita Club da República Democrática do Congo venceu a final, tornando-se campeão da Africa pela primeira vez e o segundo time congolês a conquistar o troféu.

## Equipes classificadas
| Associação                     | Equipe             | Classificação                                                              |
| ------------------------------ | ------------------ | -------------------------------------------------------------------------- |
| Costa do Marfim                | ASEC Mimosas       | Campeão – Campeonato Marfinense de Futebol                                 |
| Tanzânia                       | Young Africans     | Campeão – Campeonato Tanzaniano de Futebol                                 |
| Madagáscar                     | AS Fortior         | Campeão – Campeonato Malgaxe de Futebol                                    |
| República Democrática do Congo | AS Vita Club       | Campeão – Campeonato Nacional de Futebol da República Democrática do Congo |
| Somália                        | Horseed FC         | Campeão – Campeonato Somali de Futebol                                     |
| Sudão                          | Al-Merrikh         | Campeão – Campeonato Sudanês de Futebol                                    |
| Gana                           | Asante Kotoko      | Campeão – Campeonato Ganês de Futebol                                      |
| Egito                          | Ismaily SC         | convidado                                                                  |
| Togo                           | CO Modèle de Lomé  | Campeão – Campeonato Togolês de Futebol                                    |
| Camarões                       | Léopards           | Campeão – Campeonato Camaronês de Futebol                                  |
| Quênia                         | Tusker FC          | Campeão – Campeonato Queniano de Futebol                                   |
| Guiné                          | Hafia FC           | Campeão – Campeonato Guineano de Futebol                                   |
| Nigéria                        | Mighty Jets        | Campeão – Campeonato Nigeriano de Futebol                                  |
| Mali                           | Stade Malien       | Campeão – Campeonato Malinês de Futebol                                    |
| Uganda                         | SimbaFC            | Campeão – Campeonato Ugandense de Futebol                                  |
| Senegal                        | ASFA Dakar         | Campeão – Campeonato Senegalês de Futebol                                  |
| Etiópia                        | Tele SC            | Campeão – Campeonato Etíope de Futebol                                     |
| Líbia                          | Al-Ahly (Benghazi) | Campeão – Campeonato Líbio de Futebol                                      |
| Zâmbia                         | Kabwe Warriors     | Campeão – Campeonato Zambiano de Futebol                                   |
| Burquina Fasso                 | ASF Yennenga       | Convidado                                                                  |
| Lesoto                         | Police             | Campeão – Campeonato Lesoto de Futebol                                     |
| Burundi                        | Sports Dynamic     | Campeão – Campeonato Burundiano de Futebol                                 |
| Libéria                        | Mighty Barrolle    | Campeão – Campeonato Liberiano de Futebol                                  |
| República do Congo             | CARA Brazzaville   | Campeão – Campeonato Congolês de Futebol                                   |

## Primeira rodada
| Equipe 1       | Total       | Equipe 2        | 1.º jogo | 2.º jogo |
| -------------- | ----------- | --------------- | -------- | -------- |
| Mimosas        | 5-2         | Mighty Barrolle | 2-1      | 3-1      |
| ASFA Dakar     | 4-6         | Modèle Lomé     | 2-2      | 2-4      |
| Horseed        | 3-6         | Ismaily         | 3-1      | 0-5      |
| Tusker         | 2-2 (5-4 p) | Tele SC         | 1-1      | 1-1      |
| Brazzaville    | 3-2         | Sports Dynamic  | 1-0      | 2-2      |
| AS Fortior     | 6-3         | Police          | 5-1      | 1-2      |
| Mighty Jets    | 2-21        | ASFA Yennenga   | 2-1      | 0-1      |
| Young Africans | 2-3         | Al-Merrikh      | 1-2      | 1-1      |

1 ASFA Yennenga desistiu depois da segunda mão.

## Segunda rodada
| Equipe 1       | Total       | Equipe 2           | 1.º jogo | 2.º jogo |
| -------------- | ----------- | ------------------ | -------- | -------- |
| Hafia          | 5-5 (3-2 p) | Mimosas            | 2-1      | 3-4      |
| Stade Malien   | 2-1         | Modèle Lomé        | 2-1      | 0-0      |
| Ismaily        | 5-1         | Al-Ahly (Benghazi) | 4-1      | 1-0      |
| Tusker         | 4-3         | Simba              | 3-1      | 1-2      |
| Léopards       | 2-1         | Brazzaville        | 2-0      | 0-1      |
| Kabwe Warriors | 7-0         | AS Fortior         | 4-0      | 3-0      |
| Vita           | w/o         | Mighty Jets        | 1        |          |
| Al-Merrikh     | 1-4         | Asante Kotoko      | 1-1      | 0-3      |

1 Mighty Jets foi forçado a retirar-se porque não podia pagar o custo da viagem ao Zaire  para a primeira mão.

## Fase Final
|  | Quartas de final | Quartas de final | Quartas de final | Quartas de final |   |               | Semifinais | Semifinais | Semifinais | Semifinais |  |               | Final | Final | Final | Final |  |  |
|  | #                | #                | #                | #                |   |               |            |            |            |            |  |               | #     | #     | #     | #     |  |  |
|  |                  |                  |                  |                  |   |               |            |            |            |            |  |               |       |       |       |       |  |  |
|  | Asante Kotoko    | 1                | 2                | 3                |   |               |            |            |            |            |  |               |       |       |       |       |  |  |
|  | Kabwe Warriors   | 2                | 0                | 2                |   |               |            |            |            |            |  |               |       |       |       |       |  |  |
|  | Kabwe Warriors   | 2                | 0                | 2                |   | Asante Kotoko | 2          | 2          | 4          |            |  |               |       |       |       |       |  |  |
|  |                  |                  |                  |                  |   | Asante Kotoko | 2          | 2          | 4          |            |  |               |       |       |       |       |  |  |
|  |                  | Tusker           | 0                | 1                | 1 |               |            |            |            |            |  |               |       |       |       |       |  |  |
|  | Ismaily          | Tusker           | 0                | 1                | 1 | 0             | 2          | 2          |            |            |  |               |       |       |       |       |  |  |
|  | Ismaily          |                  |                  |                  |   | 0             | 2          | 2          |            |            |  |               |       |       |       |       |  |  |
|  | Tusker           | 0                | 1                | 1                |   |               |            |            |            |            |  |               |       |       |       |       |  |  |
|  | Tusker           | 0                | 1                | 1                |   |               |            |            |            |            |  | Asante Kotoko | 4     | 0     | 4     |       |  |  |
|  |                  |                  |                  |                  |   |               |            |            |            |            |  | Asante Kotoko | 4     | 0     | 4     |       |  |  |
|  |                  | Vita             | 2                | 3                | 5 |               |            |            |            |            |  |               |       |       |       |       |  |  |
|  | Vita             | Vita             | 2                | 3                | 5 | 3             | 4          | 7          |            |            |  |               |       |       |       |       |  |  |
|  | Vita             |                  |                  |                  |   | 3             | 4          | 7          |            |            |  |               |       |       |       |       |  |  |
|  | Stade Malien     | 0                | 1                | 1                |   |               |            |            |            |            |  |               |       |       |       |       |  |  |
|  | Stade Malien     | 0                | 1                | 1                |   | Vita          | 3          | 1          | 4          |            |  |               |       |       |       |       |  |  |
|  |                  |                  |                  |                  |   | Vita          | 3          | 1          | 4          |            |  |               |       |       |       |       |  |  |
|  |                  | Léopards         | 0                | 3                | 3 |               |            |            |            |            |  |               |       |       |       |       |  |  |
|  | Hafia            | Léopards         | 0                | 3                | 3 | 2             | 3          | 5          |            |            |  |               |       |       |       |       |  |  |
|  | Hafia            |                  |                  |                  |   | 2             | 3          | 5          |            |            |  |               |       |       |       |       |  |  |
|  | Léopards         | 4                | 2                | 6                |   |               |            |            |            |            |  |               |       |       |       |       |  |  |

- Ismaily SC retirou - se após a segunda mão.

## Campeão
| Liga dos Campeões da CAF 1973 Campeão |
| ------------------------------------- |
| República Democrática do Congo        |
| AS Vita Club Primeiro Titúlo          |